# Bonn International 2023
Die Bonn International 2023 fanden vom 31. Mai bis zum 3. Juni 2023 in Bonn statt. Es war die dritte Austragung dieser internationalen Meisterschaften von Deutschland im Badminton.

## Sieger und Platzierte
| Disziplin    | Gold                             | Silber                        | Bronze                            |
| ------------ | -------------------------------- | ----------------------------- | --------------------------------- |
| Herreneinzel | Wang Po-wei                      | Kuo Kuan-lin                  | Matthias Kicklitz                 |
| Herreneinzel | Wang Po-wei                      | Kuo Kuan-lin                  | Dimitar Yanakiev                  |
| Dameneinzel  | Hung Yi-ting                     | Huang Ching-ping              | Huang Yu-hsun                     |
| Dameneinzel  | Hung Yi-ting                     | Huang Ching-ping              | Megan Lee Xin Yi                  |
| Herrendoppel | Chen Bo-yuan Lin Shang-kai       | Ernesto Baschwitz Alvaro Leal | Rubén García Carlos Piris         |
| Herrendoppel | Chen Bo-yuan Lin Shang-kai       | Ernesto Baschwitz Alvaro Leal | Thibault Gardon Kimi Lovang       |
| Damendoppel  | Bengisu Erçetin Nazlıcan Inci    | Liu Zi-xi Yang Yi-hsun        | Chung Kan-yu Huang Yu-hsun        |
| Damendoppel  | Bengisu Erçetin Nazlıcan Inci    | Liu Zi-xi Yang Yi-hsun        | Soňa Hořínková Kateřina Zuzáková  |
| Mixed        | Malik Bourakkadi Leona Michalski | Chen Bo-yuan Chung Kan-yu     | Christopher Klauer Alicia Molitor |
| Mixed        | Malik Bourakkadi Leona Michalski | Chen Bo-yuan Chung Kan-yu     | Tom Lalot Trescarte Elsa Jacob    |